# Chalcidomorphina planes
Chalcidomorphina planes är en tvåvingeart som beskrevs av James 1967. Chalcidomorphina planes ingår i släktet Chalcidomorphina och familjen vapenflugor.
Artens utbredningsområde är Dominica. Inga underarter finns listade i Catalogue of Life.